# الدوري السلوفيني لكرة القدم 1925–26
الدوري السلوفيني لكرة القدم 1925–26 هو موسم من الدوري السلوفيني لكرة القدم ‏. فاز فيه ND Ilirija 1911 ‏.